# Ratschings
Ratschings (em italiano:  Racines) é uma comuna italiana da região do Trentino-Alto Ádige, província de Bolzano, com cerca de 4.012 habitantes. Estende-se por uma área de 203 km², tendo uma densidade populacional de 20 hab/km². Faz fronteira com Brennero, Campo di Trens, Moso in Passiria, San Leonardo in Passiria, Sarentino, Sterzing.

## Demografia
| Variação demográfica do município entre 1861 e 2011                               |
|                                                                                   |
| Fonte: Istituto Nazionale di Statistica (ISTAT) - Elaboração gráfica da Wikipedia |